# 50-й Вирджинский пехотный полк
50-й Вирджинский добровольческий пехотный полк (50th Virginia Volunteer Infantry Regiment) был пехотным полком, набранным в штате Виргиния для службы в армии Конфедерации во время Гражданской войны в США. Он сражался сначала на Западе, затем был переведён в Северовирджинскую армию.
50-й Вирджинский был сформирован в июле 1861 года в составе десяти пехотных рот и трёх временно приданных кавалерийских рот. Его первым командиром стал полковник Александр Рейнольдс. 10 сентября 1861 года полк участвовал в сражении при Кэрнифэкс-Фэрри. После этого кавалерийские роты вывели из состава полка, а две из них передали в 8-й вирджинский кавалерийский полк.
В мае 1862 года полк был переформирован в девять рот. Он был отправлен в Теннесси, где в феврале сдался в плен после сражения за форт Донелсон. Полк числился в дивизии Гидеона Пиллоу, в бригаде Маккаусланда. После освобождения по обмену полк был направлен в Западную Вирджинию и участвовал в Канавской кампании генерала Лоринга и 13 сентября 1862 года участвовал в завоевании Чарльстона (Вирджиния).
Весной 1863 года под Саффолком был убит полковник Погэ и командиром полка был назначен 19-летний полковник Александр Вандервентер. Под его командованием полк участвовал в сражении при Чанселорсвилле. Когда выбыл из строя по болезни генерал Джонс и был смертельно ранен полковник Томас Гарнетт, Вандервентер принял командование всей бригадой.
В ходе геттисбергской кампании полк насчитывал 240 человек и состоял в дивизии Эдварда Джонсона, в бригаде Джона Маршалла Джонса; им командовал подполковник Логан Сальер. Под Геттисбергом полк потерял почти 40 % своего состава.
В 1864 году полк всё ещё числился в бригаде Джонса и принял участие в Оверлендской кампании, понеся тяжёлые потери в сражении в Глуши. 12 мая 1864 года во время сражения при Спотсильвейни полк попал в плен со всей дивизией Джонсона.